# 신녕향교 대성전
신녕향교 대성전(新寧鄕校 大成殿)은 대한민국 경상북도 영천시 신녕면 화성리, 신녕향교에 있는 건축물이다. 1985년 8월 5일 경상북도의 문화재자료 제102호로 지정되었다.

## 개요
향교는 공자와 여러 성현께 제사를 지내고 지방민의 교육과 교화를 위해 나라에서 세운 교육기관이다.
신녕향교는 지은 시기를 정확하게 알 수 없지만, 조선 선조 25년(1592)에 불이 나서 없어졌다. 광해군 7년(1615)에 처음 세웠던 곳에서 500m 떨어진 지점에 다시 지었는데, 숙종 12년(1686) 지금 있는 자리로 옮겨 지었다.
대성전은 공자를 비롯하여 중국과 우리나라 유학자의 위패를 모시고 제사지내는 곳이다. 앞면 3칸의 규모이며, 동무·서무가 없이 우리나라 성현들도 모두 대성전에 모셨다.
조선시대에는 나라에서 토지와 노비·책 등을 지원받아 학생을 가르쳤으나, 지금은 교육 기능은 없어지고 제사 기능만 남아 있다.

## 현지 안내문
이 향교가 지어진 연대는 정확히 알 수 없으나 조선 명종 6년(1551) 황준량(黃俊良) 현감 재임시 지어졌다고 전해지며 원래는 화산 아래의 명천 위에 있었던 것으로 알려지고 있다.
그후 임진왜란때 소실되어 광해군(光海君) 7년(1615)에 현 향교 뒷편에 재건되었다가 숙종(肅宗) 12년(1686)에 현재의 위치로 옮겼다.
대성전은 이 향교 내 가장 안쪽에 남향으로 자리잡고 있는 건물이다.
이 곳은 성현을 봉헌하는 곳으로 동방 27현을 배향하고 있다.
완만한 경사지에 외삼문, 명륜당, 대성전을 동일 축선상에 배치한 전학후묘 형식이다. 대성전은 막돌로 만든 기단 위에 둥근 지붕을 세워 구성한 정면 3칸, 측면 3칸의 겹처마 맞배집으로 정면 각 칸살을 측면보다 넓게 잡았다.

## 참고 자료
- 신녕향교대성전 - 국가유산청 국가유산포털